# Алва (марка аутомобила)
Алва (фр. Automobiles Alva) је била француска компанија за производњу аутомобила.

## Историја компаније
Компанија је основана 1913. године у Курбвоау за производњу аутомобила, под именом бренда "Алва" (фр. Alva), која је прекнула произвоњу 1923. године.

## Аутомобили
Компанија је произвела различите моделе аутомобила са четвороцилиндричним моторима. Модел "Спорт А" је имао мотор запремине 1458 cm³, модели C und D 1590 cm³. Следећи модел је био AS представљен 1921. године запремине мотора 2297 cm³. Моторе је производио S.C.A.P. као и други произвођачи мотора. Од 1921. године аутомобили су имали четири кочнице.
Један модел Алва постављен је у изложбеном салону Ауто свет, Брисел.